# SuperDrive
| #  | Nombre | Descripción                    |
| -- | ------ | ------------------------------ |
| 1  | GND    | Ground                         |
| 2  | PH0    | Phase 0: state control line    |
| 3  | GND    | Ground                         |
| 4  | PH1    | Phase 1: state control line    |
| 5  | GND    | Ground                         |
| 6  | PH2    | Phase 2: state control line    |
| 7  | GND    | Ground                         |
| 8  | PH3    | Phase 3: register write strobe |
| 9  | +5V    | +5 volts                       |
| 10 | /WRREQ | Write data request             |
| 11 | +5V    | +5 volts                       |
| 12 | SEL    | Head select                    |
| 13 | +12V   | +12 volts                      |
| 14 | /ENBL  | Drive enable                   |
| 15 | +12V   | +12 volts                      |
| 16 | RD     | Read data                      |
| 17 | +12V   | +12 volts                      |
| 18 | WR     | Write data                     |
| 19 | +12V   | +12 volts                      |
| 20 | n.c.   | Not connected                  |

Patillaje del conector

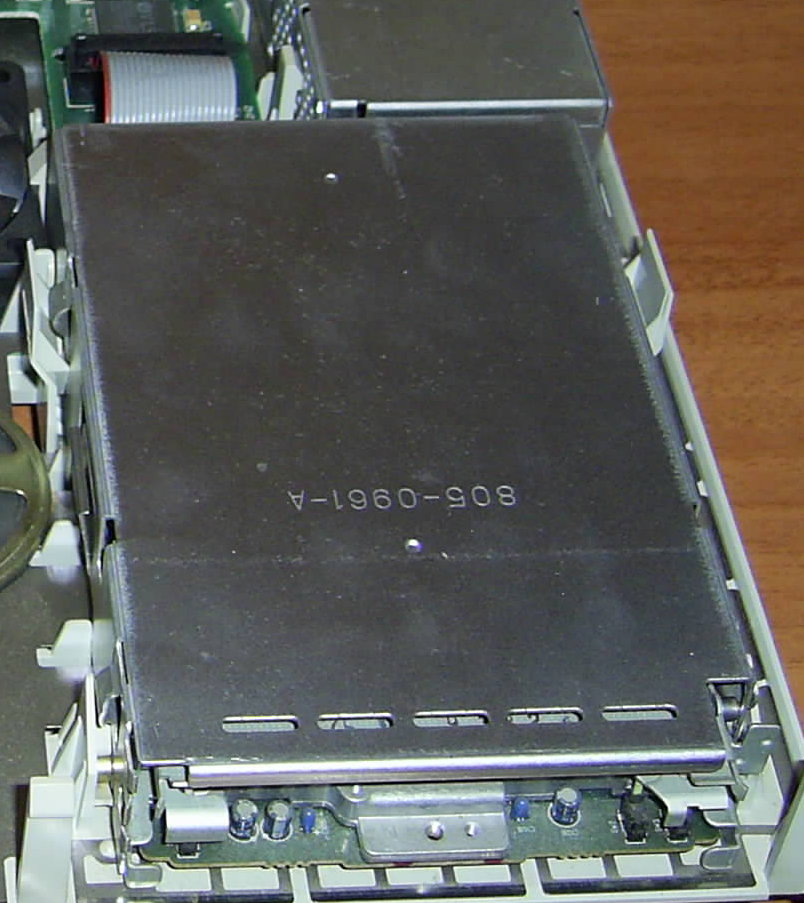
Unidad interna SuperDrive de un Macintosh LC II.

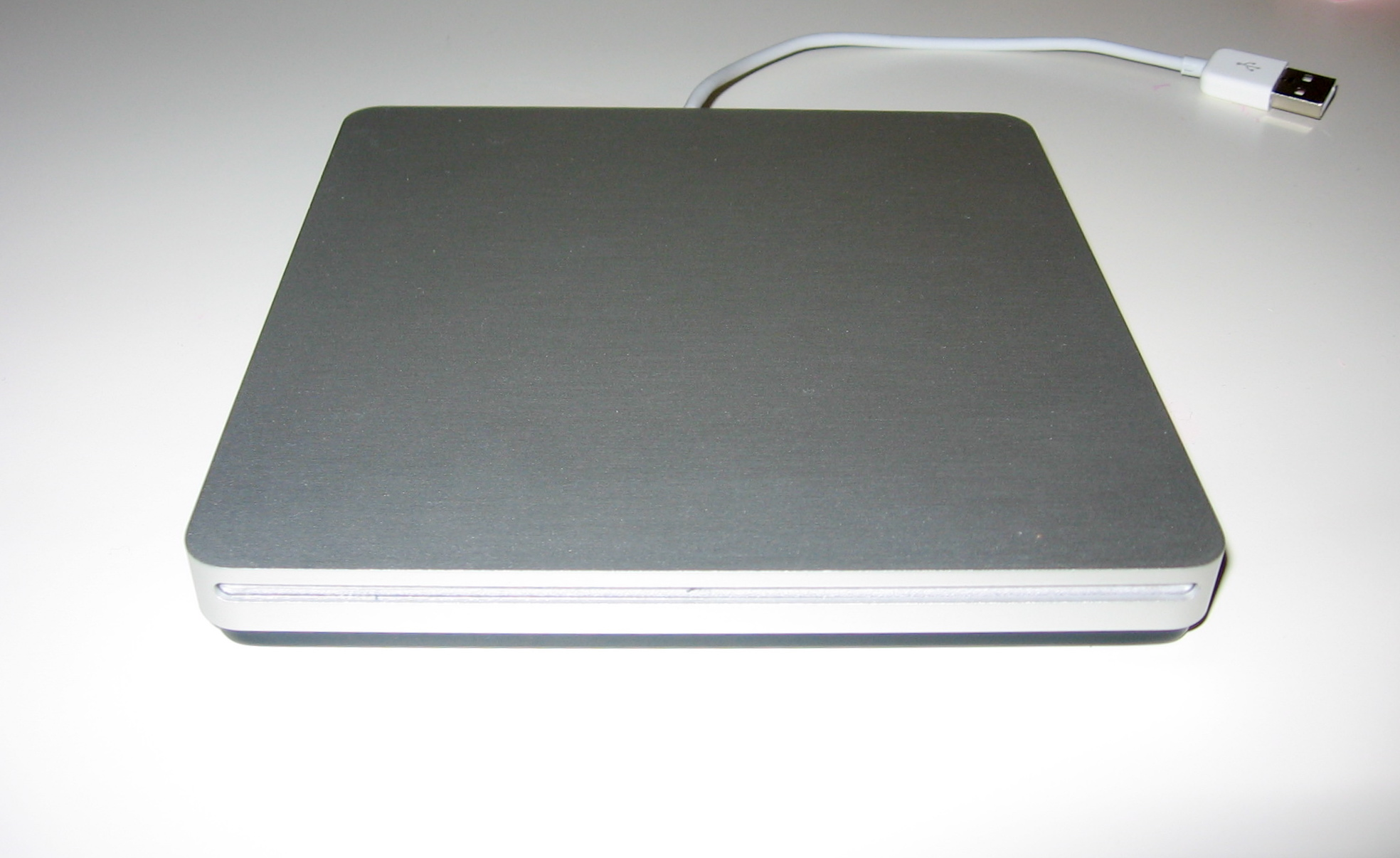
Unidad externa SuperDrive del MacBook Air.

SuperDrive es un término que ha sido utilizado por Apple Inc. para dos diferentes Unidades de almacenamiento: desde 1988–1999 haciendo referencia a una unidad de disquete de Alta Densidad (HD) capaz de leer todos los formatos de 3,5" creados por Apple; y desde 2001 también para referirse a una unidad combo lectograbadora de CD/DVD.

## Unidad de disquete
El término se utilizó por primera vez por Apple Computer en 1988 para referirse a sus unidades de disquete de 1,44 MB y 3,5 pulgadas. Estas sustituyen a las antiguas disqueteras de 800 KB que habían sido el estándar en los Apple Macintosh hasta entonces, pero sigue siendo compatible en el sentido de que podría continuar a leer y escribir tanto discos de 800K (doble cara) y 400K (una sola cara), como los entonces nuevos de alta densidad. Esta unidad es también capaz de leer y escribir disquetes MS-DOS con el software adecuado, a diferencia de las anteriores unidades de doble densidad. Esto fue posible porque la unidad SuperDrive utiliza el mismo esquema de codificación Modified Frequency Modulation (MFM) que el IBM PC, conservando la compatibilidad con las versiones anteriores de Apple, que usaban un esquema ZBR y una codificación en formato Group Code Recording, por lo que puede leer los formatos de disquete Macintosh MFS, HFS y Apple II ProDOS en discos de 400/800K.
Introducido en 1988 bajo la marca registrada FDHD (Floppy Disk High Density), el posteriormente rebautizado SuperDrive era conocido principalmente como una disquetera interna que formaba parte de un ordenador Macintosh; sin embargo, se fabrica una versión externa de la unidad en una caja de plástico estilo Snow White. Aunque la unidad externa funcionaba con ambas líneas de productos Apple, se destina principalmente para su uso en la familia Apple II, para la que Apple presenta en 1991 una tarjeta de interfaz llamada Tarjeta controladora de disquete 3,5 para Apple IIe y Apple IIgs, gracias a la cual ambos ordenadores podían usar disquetes de 1.4 MB y leer/escribir discos formateados bajo MS-DOS. Tanto la tarjeta controladora como la unidad externa Superdrive fueron descatalogadas en junio de 1994. Las unida des SuperDrive no podían usarse en el Macintosh 128K, Macintosh Plus, Macintosh II o Macintosh SE (aunque para este último existía un kit de actualización), pues se comporta como una unidad de 800K si se conecta.
El primer Macintosh en incluir un SuperDrive es el Macintosh IIx. Cada Macintosh y PowerBook lanzado entre 1988-1997 (con la excepción del PowerBook 100, la serie PowerBook Duo y el PowerBook 2400c, que ofrecen una unidad externa propietaria en opción), incorporan internamente una unidad SuperDrive (anunciada como una unidad de disquete de 1.44 MB). El último modelo en incluirlo fueron las series Power Macintosh G3 series, que se fabricaron hasta enero de 1999. El PowerBook G3 modelo de 1998, (alias Wallstreet) tiene un módulo de disquete opcional. Las familias PowerBook 190, PowerBook 5300, el PowerBook 3400c, y el original PowerBook G3 comparten el mismo módulo de disquete intercambiable como prestación de serie. La familia PowerBook 1400 tiene también un módulo de disquete, pero incompatible con el resto de PowerBooks.
Todas las unidades internas se alimentan (+12V y +5V) mediante el cable de cinta plana de 20 hilos que lo une a la placa madre y tienen la capacidad de autoexpulsar el disquete por software (lo que reduce las posibilidades de que un usuario expulse un disco en un momento crítico como el formateo o la escritura dañándolo), disponiendo de un expulsor manual de emergencia (accesible mediante un orificio del grosor de un clip). Pero se pueden diferenciar dos grandes variantes : unidades con introducción automática y unidades con introducción manual
Introducción automática son los que equipan los primeros modelos. Todas las unidades son Sony MP-F75W, estando documentadas tres variantes : 01G, 11G y 12G. Apple las referencia como 661-0474 y son intercambiables. El mecanismo de expulsión se encuentra en el lateral derecho. Externamente se distinguen por carecer de trampilla contra el polvo y por ser sus ranuras en las carcasas planas. Solo las unidades montadas en PowerBooks no harán uso de la prestación para prolongar la vida de la batería.
Introducción manual para recortar costes Apple introduce con el Macintosh Quadra 605 unidades que carecen de la introducción automática, deslazándose el mecanismo expulsor a la misma posición que en las unidades montadas en los compatibles IBM PC (no es una casualidad). Visualmente se distinguen además por la presencia de una trampilla protectora y dos muescas ovaladas para permitir la inserción y retirada tras la expulsión del disquete. Sony pierde la exclusiva entrado primero Mitsubishi y luego Panasonic. Apple utiliza dos referencias diferentes, 661-1390 (designa a unidades Sony MPF 42A, Mitsubishi MF355F-592MA, Mitsubishi MF355F-2592MA y Mitsubishi MF355F-3592MA) y 661-1390 (utilizado en los Power Macintosh G3 Beige, designa unidades Panasonic JU-268A026C). Pese a ello ambas designaciones parecen ser intercambiables tanto mecánica como funcionalmente.
Aunque no se pueden sustituir por no coincidir con las ranuras o las sujeciones, una unidad 661-0474 puede montarse en lugar de cualquiera de las de introducción manual, excepto en los equipos PowerPC dotados de bus PCI, donde tan pronto son alimentados eléctricamente comienzan a intentar expulsar el disquete, incluso si no hay ninguno dentro.
Además de las unidades especialmente diseñadas para los Mac, se pueden utilizar unidades de alta densidad de PC de las primeras versiones (configurables por puentes) mediante un adaptador al conector Shugart y alimentado la unidad por el conector Molex. No todas son válidas, pero si se puede hacer funcionar en un Commodore Amiga podrá hacerse funcionar en un Mac, aunque quede restringida al formato MFM.

## Unidad de CD y DVD
Cuando los disquetes caen en declive, Apple reutiliza el término para referirse a la grabadora de DVD (originalmente fabricada por Pioneer) incluidos en sus Macintosh, que pueden leer y escribir DVD y CD. Desde diciembre de 2006, los SuperDrives son combinaciones de unidades grabadoras DVD±R/±RW y CD-R/RW a una velocidad entre 4x-36x y soportando los formatos DVD±R, DVD+R DL, DVD-R DL, DVD±RW, DVD-9, CD-R, y CD-RW además de los soportes de solo lectura. 
Con la actualización del Mac Mini 2011 desaparece la unidad óptica definitivamente, como ya lo hiciera el año anterior en el Mac Mini Server, y anteriormente en el MacBook Air. (Ofreciendo la unidad externa diseñada para el MBA como opción).
Es voluntad de Apple prescindir de la unidad óptica a medida que actualice el resto de su gama.